# Vildmarkens sång
Vildmarkens sång är en svensk-norsk dramafilm från 1940 i regi av Helge Lunde och Gösta Stevens.

## Om filmen
Filmen premiärvisades 5 februari 1940 på biograferna Röda Kvarn och Fontänen i Stockholm. Filmen spelades in vid Norsk Films ateljé på Jar utanför Oslo med exteriörer från Kajanas, Sallas och Suomussalmis omgivningar i Finland samt Valdres i Norge av Per Jonson, Rudolf Frederiksen och Reidar Lund. Som förlaga har man den tyske militärofficeren och författaren F.W. Remmlers novell Bastard. Helge Lunde hade personligen skött dressyren av bland annat varghunden Volk, som spelar en nyckelroll i filmen.

## Roller i urval
- Georg Løkkeberg - Burtaj, jägare
- Gabriel Alw - Amgan, Burtajs far
- Hilda Borgström - Taina, Burtajs mor
- Signe Hasso - Aitanga
- Georg Blickingberg - Jarlule, Aitangas far
- Karl Holter - Iwan, bonde
- Alfred Maurstad - Wasilj, Iwans son
- Sven Bergvall - tungusernas hövding
- Bjørg Riiser-Larsen - hövdingens dotter
- Joachim Holst-Jensen - fångvaktare
- Emil Fjellström - fångvaktare
- Holger Löwenadler - länsman
- Gunnar Olram - tungus
- Einar Vaage - tungus
- Guri Stormoen - en rysk flicka
- Oscar Egede-Nissen - Wasiljs ryska vän
- Kristian Hefte - Wasiljs ryska vän

## Musik i filmen
- Aitanga, kompositör Jolly Kramer-Johansen, instrumental.
- Villmarkens sang, kompositör Jolly Kramer-Johansen, text Olav Rosenlund
- Orotsjonjegeren